# Fey-en-Haye
Pour les articles homonymes, voir Fey et -en-Haye.
Fey-en-Haye est une commune française située dans le département de Meurthe-et-Moselle, en région Grand Est. Totalement détruit durant la Première Guerre mondiale, un nouveau village a été reconstruit à quelques centaines de mètres de l'ancien bourg.

## Géographie
|                        | Vilcey-sur-Trey |             |
| Thiaucourt-Regniéville | Fay-en-Haye     | Montauville |
| Limey-Remenauville     | Mamey           |             |

### Hydrographie
La commune est dans le bassin versant du Rhin au sein du bassin Rhin-Meuse. Elle n'est drainée par aucun cours d'eau,.

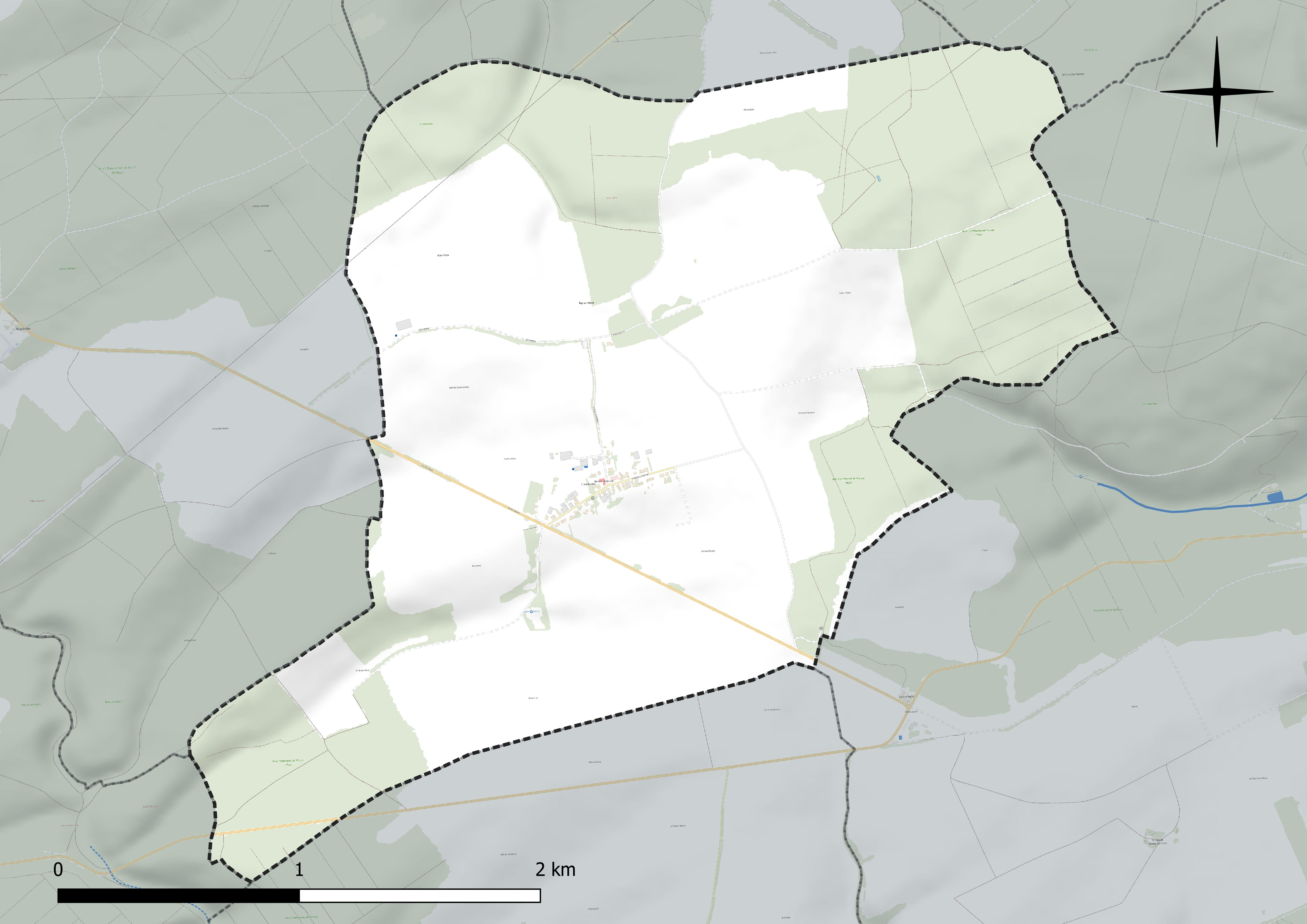
Réseau hydrographique de Fey-en-Haye.

### Climat
Pour des articles plus généraux, voir Climat du Grand Est et Climat de Meurthe-et-Moselle.
En 2010, le climat de la commune est de type climat de montagne, selon une étude du Centre national de la recherche scientifique s'appuyant sur une série de données couvrant la période 1971-2000. En 2020, Météo-France publie une typologie des climats de la France métropolitaine dans laquelle la commune est exposée à un climat semi-continental et est dans la région climatique  Lorraine, plateau de Langres, Morvan, caractérisée par un hiver rude (1,5 °C), des vents modérés et des brouillards fréquents en automne et hiver. 
Pour la période 1971-2000, la température annuelle moyenne est de 9,2 °C, avec une amplitude thermique annuelle de 17 °C. Le cumul annuel moyen de précipitations est de 830 mm, avec 12,5 jours de précipitations en janvier et 9,4 jours en juillet. Pour la période 1991-2020, la température moyenne annuelle observée sur la station météorologique de Météo-France la plus proche, « Nonsard », sur la commune de Nonsard-Lamarche à 15 km à vol d'oiseau, est de 10,7 °C et le cumul annuel moyen de précipitations est de 690,8 mm. 
La température maximale relevée sur cette station est de 40,1 °C, atteinte le 25 juillet 2019 ; la température minimale est de −17 °C, atteinte le 1er mars 2005,,. 
Les paramètres climatiques de la commune ont été estimés pour le milieu du siècle (2041-2070) selon différents scénarios d'émission de gaz à effet de serre à partir des nouvelles projections climatiques de référence DRIAS-2020. Ils sont consultables sur un site dédié publié par Météo-France en novembre 2022.

## Urbanisme

### Typologie
Au 1er janvier 2024, Fey-en-Haye est catégorisée commune rurale à habitat très dispersé, selon la nouvelle grille communale de densité à sept niveaux définie par l'Insee en 2022.
Elle est située hors unité urbaine. Par ailleurs la commune fait partie de l'aire d'attraction de Pont-à-Mousson, dont elle est une commune de la couronne,. Cette aire, qui regroupe 16 communes, est catégorisée dans les aires de moins de 50 000 habitants,.

### Occupation des sols
L'occupation des sols de la commune, telle qu'elle ressort de la base de données européenne d’occupation biophysique des sols Corine Land Cover (CLC), est marquée par l'importance des territoires agricoles (58,4 % en 2018), une proportion identique à celle de 1990 (58,4 %). La répartition détaillée en 2018 est la suivante : terres arables (58,4 %), forêts (41 %), milieux à végétation arbustive et/ou herbacée (0,6 %). L'évolution de l’occupation des sols de la commune et de ses infrastructures peut être observée sur les différentes représentations cartographiques du territoire : la carte de Cassini (XVIIIe siècle), la carte d'état-major (1820-1866) et les cartes ou photos aériennes de l'IGN pour la période actuelle (1950 à aujourd'hui).

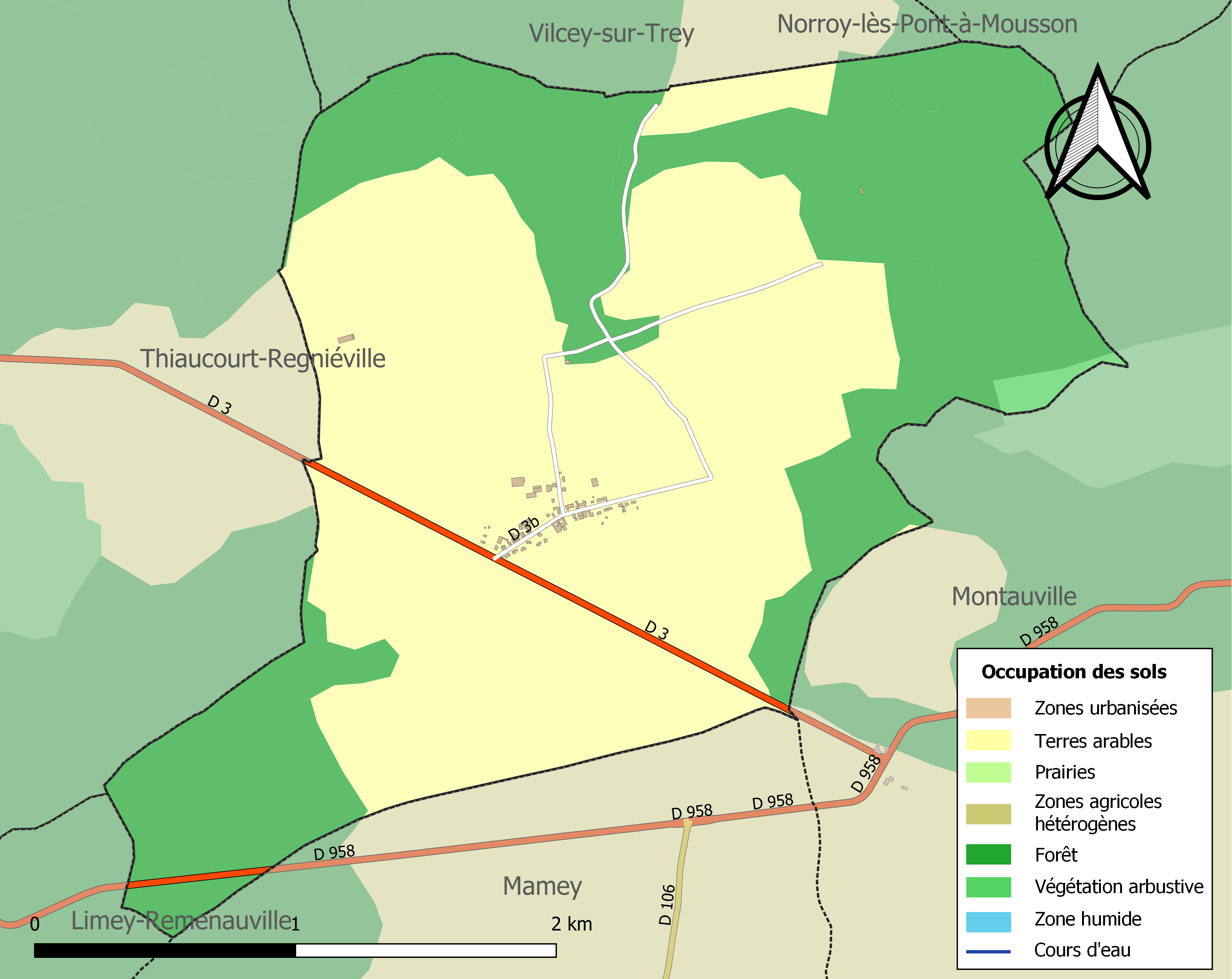
Carte des infrastructures et de l'occupation des sols de la commune en 2018 (CLC).

## Toponymie
Le nom de la localité est attesté sous la forme Faix en 1305

Le nom de la commune rappelle le hêtre : Du latin fagus, « hêtre », et suffixe collectif -etum au sens de « hêtraie ».
Haye de l’ancien français, « haie » ou plus exactement, « bois entouré d’une haie », lui-même du vieux bas francique *hagja.

Le village faisait anciennement partie des « terres de Haye », dénomination historique d'après Henri Lepage.

## Histoire

### Avant 1914

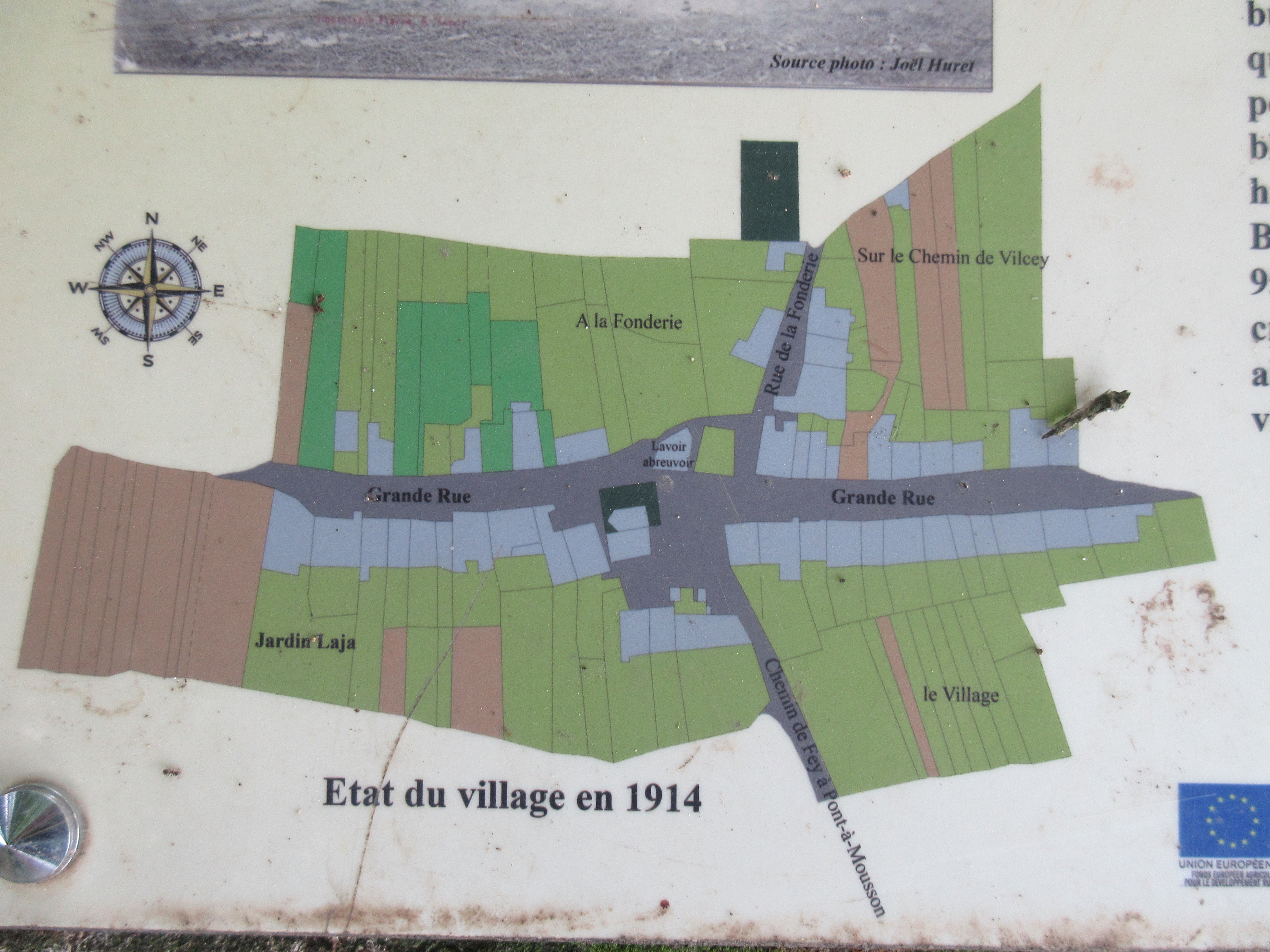
Plan de l'« ancien » Fey-en-Haye avant 1914.

Les premières traces d'occupation humaine sur le territoire de la commune remontent à l'époque néolithique. Divers objets de cette époque ont été découverts, lors de prospection en 1937 et 1977, en raison de sa proximité avec Maidières ou une enceinte de cette époque est répertoriée.
La découverte de matériel daté de l'époque gallo-romaine indique que le secteur était occupé à cette période. Des vestiges attestent qu'une villae en raison de la proximité de la grande voie romaine, la route de la Germanie, allant de Lyon à Trèves et qu'à cette époque il y avait une grosse activité de pierres sur le territoire de Norroy. En 1856, lors de la construction de l'église du Vieux Fey, des stèles de divinités gauloises ont été découvertes et utilisées comme moellons dans la nouvelle construction.
Le texte le plus ancien mentionnant l'existence de ce village date de 856 et est extrait du cartulaire de l'abbaye de Gorze. Un acte notarié daté du jeudi avant la Saint-Martin 1305, évoque la vente de bien à Fay entre les dénommés Jean Jacquemin et Béatrix sa femme, à Ancherin et sa femme Jeannette.
L'activité du village était principalement agricole  : on y cultivait des céréales, de la pomme de terre, des betteraves ainsi que 7 houblonnières. En 1914, le village se composait de 132 habitants répartis dans 57 maisons avec la présence de 42 ménages :
- 6 agriculteurs propriétaires
- 2 aubergistes
- 2 blanchisseuses
- 1 boucher
- 1 buraliste
- 2 cafetiers
- 1 carrier
- 1 charron
- 2 coquetières
- 10 fermiers
- 1 forgeron
- 3 rentiers

Il y avait 1 hôtel-restaurant « le Cheval-Blanc », et un café « le Café-du-Midi ».

### Pendant la guerre
Après l'annexion allemande conformément au traité de Francfort mettant fin à la guerre de 1870, la nouvelle frontière n'est éloignée de Fey et de Pont-à-Mousson que d'une vingtaine de kilomètres.
Lors de la déclaration de guerre, les troupes françaises occupent le village et le mettent en défense, pensant que les troupes allemandes, partant de Metz, vont contourner les défenses de Verdun par le Sud. La population n'est pas évacuée.
Le 3 septembre 1914, les premières incursions de uhlans sont repoussées par les fantassins du 368e RI, qui occupent également les villages de Limey, Regniéville et Remenauville. Celles-ci sont suivies par une attaque de la 8e brigade d'infanterie royale bavaroise qui s'empare le 5 septembre du village évacué par les troupes françaises.
Après avoir bloqué l'offensive allemande, les troupes françaises reprennent l’offensive et reconquièrent une partie du terrain perdu. Les Allemands tenus en échec sur la Marne et au Grand-Couronné, se replient dans la plaine de Woëvre et abandonnent le village le 15 septembre. Mais les Français ne profitent pas de cet avantage et, devant le calme relatif de cette partie du front, le dégarnissent tandis que de nombreux renforts allemands sont annoncés.
Les Allemands en profitent pour lancer une grosse offensive à partir du 20 septembre en direction des hauts de Meuse et de la plaine de la Woëvre. La 73e division d'infanterie française du camp retranché de Toul contre-attaque, mais elle est repoussée sur la ligne Martincourt-Bernécourt.
Du 22 au 25 septembre, la 73e division d'infanterie reconquiert une partie du terrain perdu. Flirey, Limey, Lironville, Mamey sont repris au prix de lourdes pertes. De nombreuses tentatives sont menées pour le village de Fey-en-Haye, mais elles sont repoussées par le feu d'infanterie et d'artillerie allemande. Les Allemands sont fortement retranchés dans les caves qu'ils ont aménagées en abris et ont constitué un important réseau de tranchées. Lors d'une attaque, le 30 septembre, les troupes françaises atteignent  les abords du village. Celui-ci désormais situé en première ligne va faire l'objet de nombreuses destructions occasionnées par les bombardements des batteries françaises.
De nombreux combats, à l'échelle locale, vont se dérouler pour la reprise de ce village mais se soldent par des échecs.
L'année 1915 voit se dérouler de nombreuses opérations militaires destinées à s'emparer des positions allemandes, principalement sur les secteurs de Flirey, Regniéville et Bois-le-Prêtre. Afin de disposer de solides bases de départ pour leur offensive de printemps, qui a pour but la réduction du Saillant de Saint-Mihiel, les troupes françaises ont aménagé solidement leurs positions et ont tenté de s'emparer de certains retranchements ennemis. 
C'est ainsi que dans la nuit du 31 mars au 1er avril le 169e régiment d'infanterie reprend le village. Dès lors il va être soumis à un bombardement permanent de l'artillerie allemande et fera même, le 7 avril 1917, l'objet d'une attaque aux gaz toxiques.
La réduction du saillant de Saint-Mihiel par les troupes franco-américaines, le 12 septembre 1918, fait reculer les troupes allemandes mettant ainsi le village de Fey-en-Haye hors de portée de l'artillerie ennemie.
Il ne reste plus un seul bâtiment, une seule maison debout, le village est détruit à 100 %. La grande route située à proximité de Fey est impraticable du fait des bouleversements de terrain dû aux bombardements, des pièges et mines placés par les Allemands, les engineers américains se servent alors des matériaux trouvés sur place détruisant alors totalement le village afin de rétablir la circulation en direction de Thiaucourt pour les troupes de soutien et d'appui.

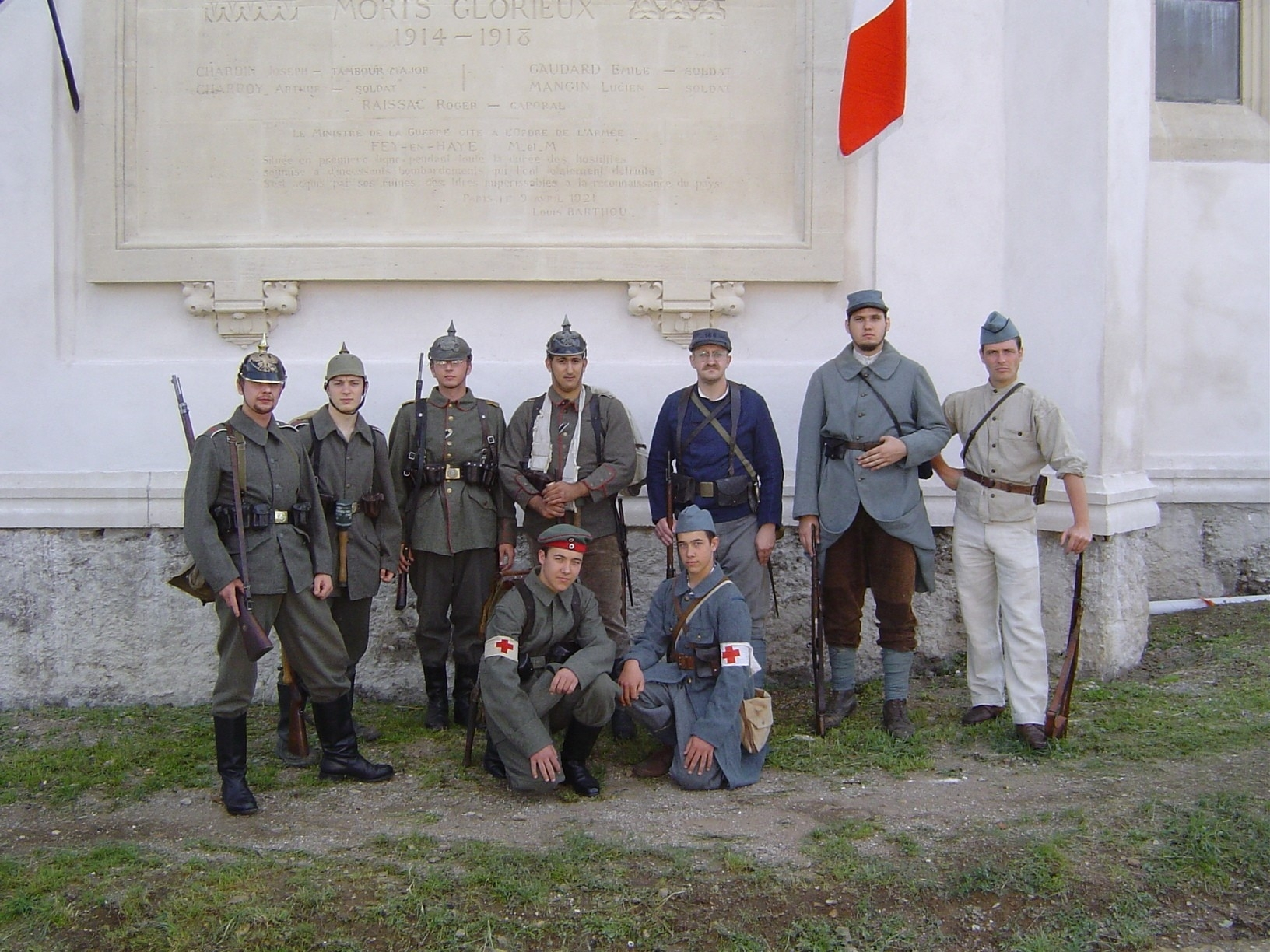
Monument aux morts de Fey-en-Haye. de la bataille du village, reconstitution historique avec l'association « Les Francs-Tireurs lorrains ».

### Après la guerre
A la fin de la guerre, le village est totalement détruit. L'église, les fermes, dont certaines étaient plus que centenaires, les champs, les vergers et les prés sont totalement dévastés. Le terrain miné et creusé de tranchées sur des kilomètres ressemble davantage à une planète morte qu'au village d'antan, il est décidé au début des années 1920, de reconstruire un nouveau village à quelques centaines de mètres de l'ancien bourg.

## Politique et administration
| Période                                  | Période      | Identité            | Étiquette | Qualité                           |
| ---------------------------------------- | ------------ | ------------------- | --------- | --------------------------------- |
| Les données manquantes sont à compléter. |              |                     |           |                                   |
| avant 1981                               | ?            | Roger Lehalle       |           |                                   |
| mars 2001                                | mars 2008    | Jean-Paul David     |           |                                   |
| mars 2008                                | mars 2014    | Cyril Thomas        |           |                                   |
| mars 2014                                | juillet 2020 | Jacqueline Maucolot |           | Retraitée de la fonction publique |
| juillet 2020                             | En cours     | Jessica Robert,     |           | Policière ou militaire            |

Par arrêté préfectoral de la préfecture de la région Grand-Est en date du 9 décembre 2022, la commune de Fey-en-Haye a intégré l'arrondissement de Toul au 1er janvier 2023.

## Population et société

### Démographie

#### Évolution démographique
L'évolution du nombre d'habitants est connue à travers les recensements de la population effectués dans la commune depuis 1793. Pour les communes de moins de 10 000 habitants, une enquête de recensement portant sur toute la population est réalisée tous les cinq ans, les populations de référence des années intermédiaires étant quant à elles estimées par interpolation ou extrapolation. Pour la commune, le premier recensement exhaustif entrant dans le cadre du nouveau dispositif a été réalisé en 2006.

En 2022, la commune comptait 59 habitants, en évolution de −25,32 % par rapport à 2016 (Meurthe-et-Moselle : −0,13 %, France hors Mayotte : +2,11 %).
| 1793 | 1800 | 1806 | 1821 | 1831 | 1836 | 1841 | 1846 | 1851 |
| ---- | ---- | ---- | ---- | ---- | ---- | ---- | ---- | ---- |
| 119  | 152  | 167  | 181  | 215  | 223  | 220  | 221  | 234  |

| 1856 | 1861 | 1872 | 1876 | 1881 | 1886 | 1891 | 1896 | 1901 |
| ---- | ---- | ---- | ---- | ---- | ---- | ---- | ---- | ---- |
| 204  | 202  | 199  | 180  | 176  | 172  | 154  | 156  | 142  |

| 1906 | 1911 | 1921 | 1926 | 1931 | 1936 | 1946 | 1954 | 1962 |
| ---- | ---- | ---- | ---- | ---- | ---- | ---- | ---- | ---- |
| 151  | 132  | 33   | 30   | 52   | 56   | 46   | 49   | 49   |

| 1968 | 1975 | 1982 | 1990 | 1999 | 2006 | 2011 | 2016 | 2021 |
| ---- | ---- | ---- | ---- | ---- | ---- | ---- | ---- | ---- |
| 42   | 45   | 71   | 72   | 64   | 74   | 73   | 79   | 65   |

| 2022 | - | - | - | - | - | - | - | - |
| ---- | - | - | - | - | - | - | - | - |
| 59   | - | - | - | - | - | - | - | - |

#### Pyramide des âges
En 2018, le taux de personnes d'un âge inférieur à 30 ans s'élève à 30,4 %, soit en dessous de la moyenne départementale (36,8 %). À l'inverse, le taux de personnes d'âge supérieur à 60 ans est de 31,7 % la même année, alors qu'il est de 25,4 % au niveau départemental.
En 2018, la commune comptait 40 hommes pour 37 femmes, soit un taux de 51,95 % d'hommes, largement supérieur au taux départemental (48,57 %).
Les pyramides des âges de la commune et du département s'établissent comme suit.
| Hommes | Classe d’âge | Femmes |
| ------ | ------------ | ------ |
| 0,0    | 90 ou +      | 0,0    |
| 7,3    | 75-89 ans    | 7,9    |
| 19,5   | 60-74 ans    | 28,9   |
| 24,4   | 45-59 ans    | 21,1   |
| 14,6   | 30-44 ans    | 15,8   |
| 12,2   | 15-29 ans    | 13,2   |
| 22,0   | 0-14 ans     | 13,2   |

| Hommes | Classe d’âge | Femmes |
| ------ | ------------ | ------ |
| 0,6    | 90 ou +      | 1,8    |
| 6,6    | 75-89 ans    | 9,3    |
| 16,2   | 60-74 ans    | 17,4   |
| 19,5   | 45-59 ans    | 18,9   |
| 18,9   | 30-44 ans    | 18     |
| 20,6   | 15-29 ans    | 18,9   |
| 17,6   | 0-14 ans     | 15,6   |

## Culture locale et patrimoine

### Lieux et monuments
- Présences mésolithique et gallo-romaine.
- Vestiges de l'ancien village, détruit au cours de la Première Guerre mondiale.
- Église de l'Exaltation-de-la-Saint-Croix édifiée après 1918 par Jules Criqui se veut être également un monument commémoratif des combats du Bois-le-Prêtre. L'église conserve une série de vitraux dus au maître-verrier de l'école de Nancy : Jacques Grüber. Le plus imposant représente l'inauguration du monument de la Croix des Carmes par le président Raymond Poincaré[26].

Vestiges du village détruit durant la Grande Guerre.
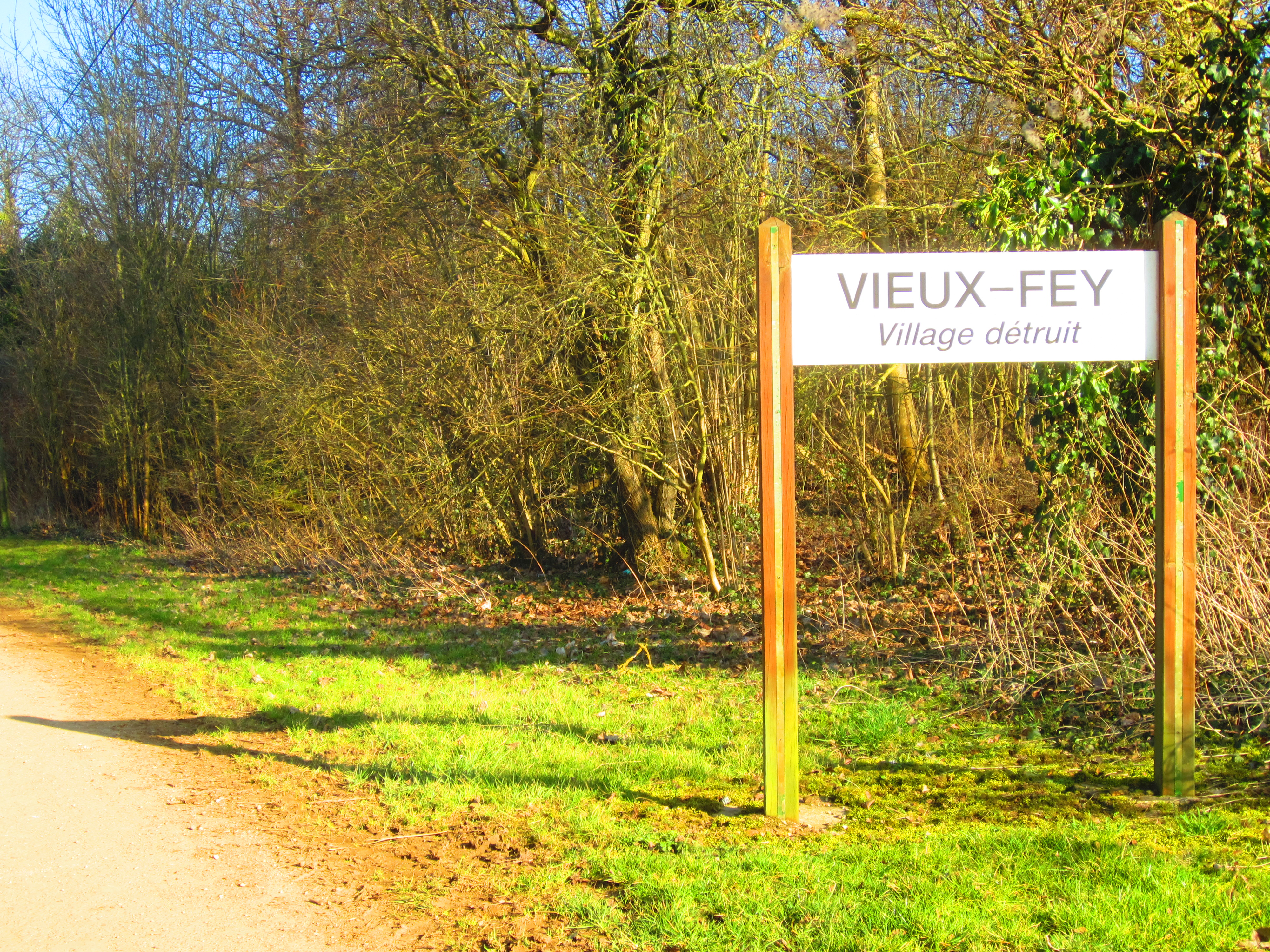
Entrée de l'ancien village.
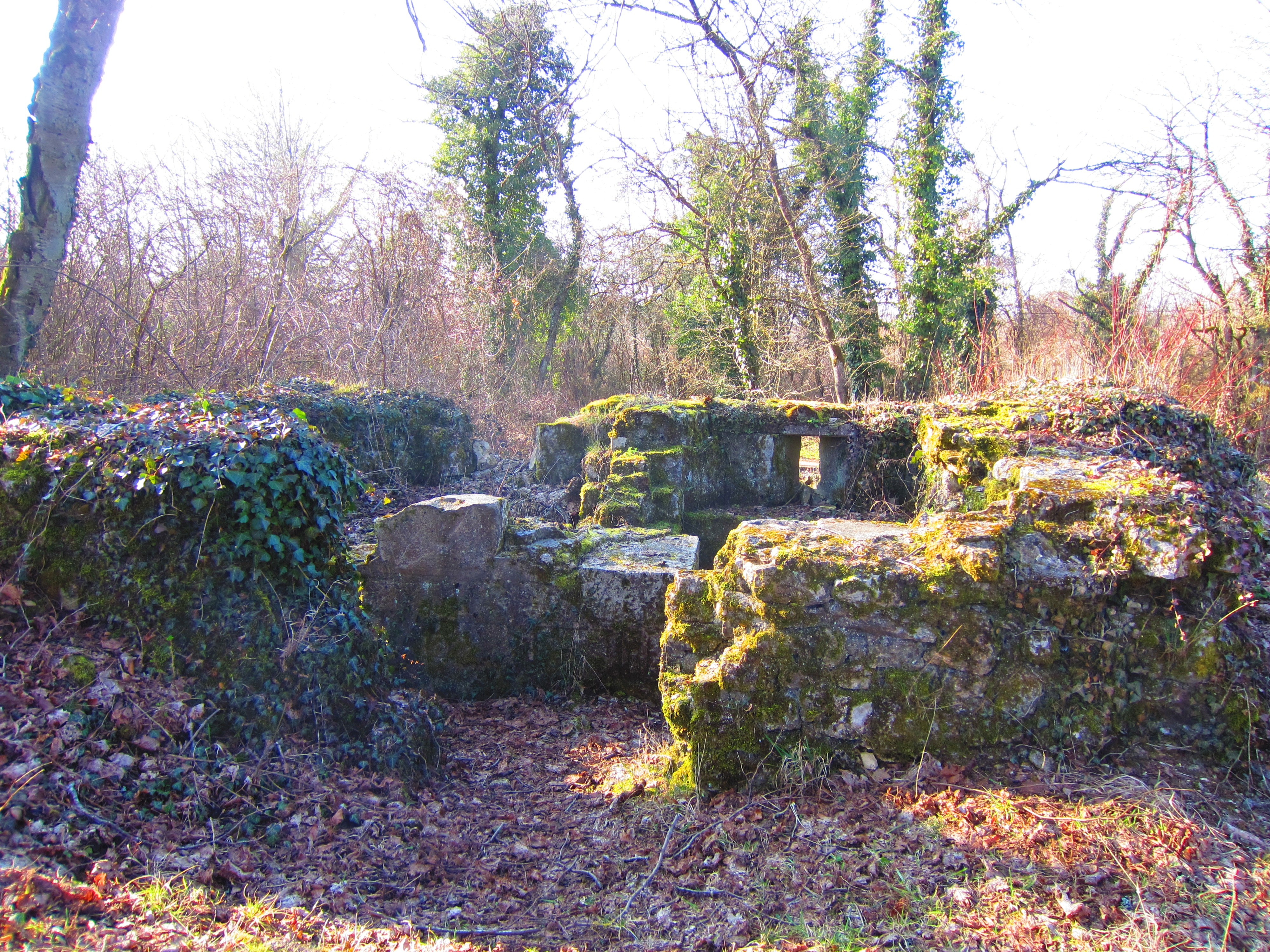
Ruines.
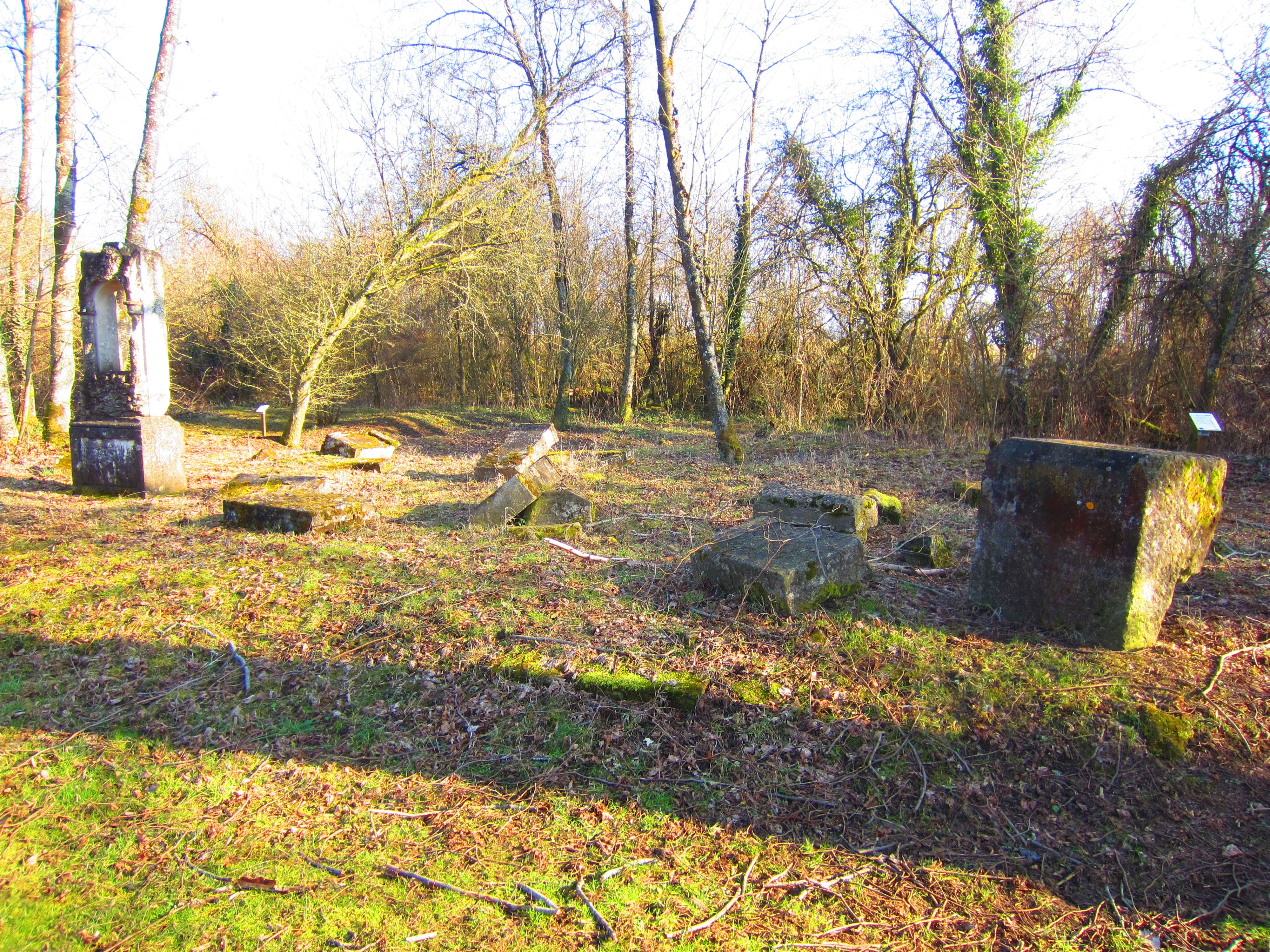
Ruines.
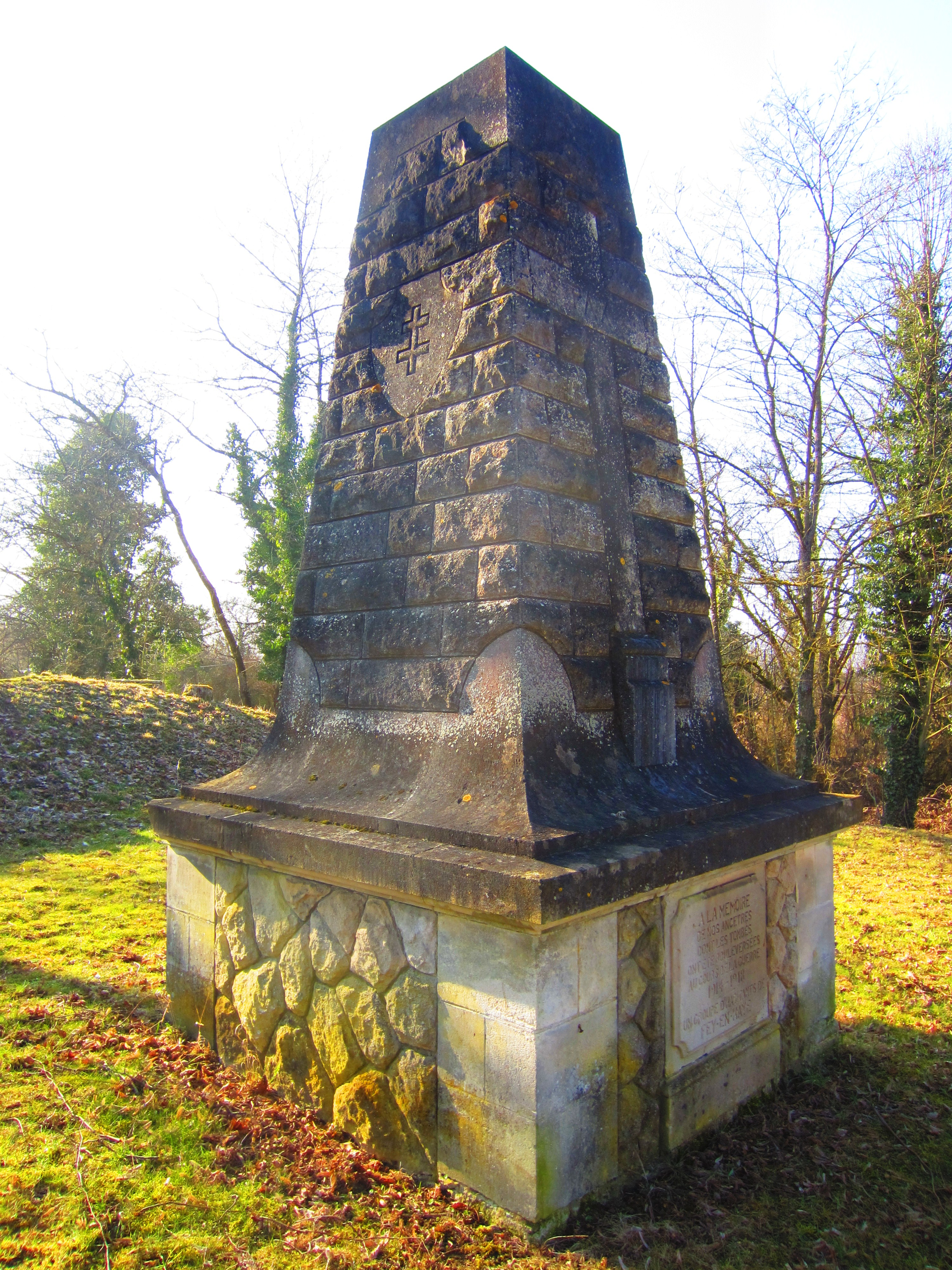
Monument.

### Héraldique, logotype et devise
| Blason de Fey-en-Haye | Blason  | Parti de sinople et d’argent à deux hêtres de l’un en l’autre |
| Blason de Fey-en-Haye | Détails | Le nom de la commune rappelle par deux fois le hêtre (FEY et HAYE). L’un est d’argent comme une ombre symbolisant l’ancien village détruit durant la grande guerre. L’autre de sinople, bien vert, bien vivant, symbolisant le nouveau village reconstruit à côté de l’ancien. |